# Káleb
A Káleb héber eredetű férfinév, jelentése bizonytalan, talán: kutya vagy elutasító.

## Gyakorisága
Az 1990-es években szórványos név, a 2000-es években nem szerepel a 100 leggyakoribb férfinév között.

## Névnapok
- október 13.[2]

## Híres Kálebok
- „Káleb” utónevű személyek szócikkeinek listája a Wikidata alapján
- „Caleb” utónevű személyek szócikkeinek listája a Wikidata alapján
- „Kaleb” utónevű személyek szócikkeinek listája a Wikidata alapján